# Cathkin Park (1872)
Der Cathkin Park war ein Fußballstadion im Stadtteil Crosshill der schottischen Stadt Glasgow. Es war zwischen 1872 und 1903 die Heimspielstätte von Third Lanark als es in der Scottish Football League spielte. Es war zudem viermal Endspielort des Scottish FA Cup und zweimal Schauplatz von Länderspielen der schottischen Fußballnationalmannschaft. Die Entscheidungspartie um die schottische Meisterschaft von 1891 wurde hier ebenfalls ausgetragen. 

## Geschichte
Der Verein wurde im Jahr 1872 als Fußballmannschaft der Third Lanarkshire Rifle Volunteers unter dem Namen 3rd Lanarkshire Rifle Volunteers gegründet. Als man sich von seinen militärischen Wurzeln trennte, erhielt der Verein den Namen Third Lanark. Der Cathkin Park gehörte zu einem Stück Land das Teil eines Exerzierplatzes war.
Als es sich zu einem Stadion entwickelte, wurde auf der Westseite des Spielfelds eine Tribüne errichtet, in der nordwestlichen Ecke ein Pavillon, und an der Nord- und Ostseite eine offene Sitzplatztribüne und am südlichen Ende ein Erdwall.
Im Cathkin Park wurde 1880 erstmals ein Endspiel um den schottischen Pokal in diesem Stadion ausgespielt. Dabei gewann der FC Queen’s Park mit 3:0 gegen den FC Thornliebank. 1882 gewann Queen’s Park im Wiederholungsfinale gegen den FC Dumbarton mit 4:1. Es wurde auch als Austragungsort für das Finale von 1884 ausgewählt. Das Spiel fand jedoch nicht statt da der FC Vale of Leven nicht genügend Spieler zur Verfügung hatte. Der FC Queen’s Park gewann damit durch Walkover. Im Jahr 1886 war es letztmals Endspielort im schottischen Pokal, als der Rekordsieger Queen’s Park mit 3:1 gegen den FC Renton gewann.
Im Jahr 1884 wurden zwei Länderspiele von Schottland während der British Home Championship 1883/84 im Cathkin Park ausgetragen, wobei Schottland am 15. März vor 10.000 Zuschauern gegen England mit 1:0 und am 29. März vor 5.000 gegen Wales mit 4:1 gewann. Schottland gewann die erste Austragung des Turniers.
Third Lanark war im Jahr 1890 Gründungsmitglied der Scottish Football League, und das erste Ligaspiel wurde am 23. August 1890 im Cathkin Park gegen den späteren Meister FC Dumbarton ausgetragen. Das Spiel endete mit einer 1:3-Niederlage. Am Ende der Saison 1890/91 fand ein Entscheidungsspiel zwischen dem punktgleichen FC Dumbarton und den Glasgow Rangers im Cathkin Park statt. Nach einem 2:2-Unentschieden vor 10.000 Zuschauern wurde die Meisterschaft geteilt. 
Einen Besucherrekord in der Liga gab es am 19. August 1899 als 16.000 Zuschauer eine 1:5-Niederlage gegen die Rangers sahen. Dies wurde am 28. September 1901 nochmals in einem Spiel gegen die Rangers erreicht. Diesmal endete das Spiel mit 2:2.
Am Ende der Saison 1902/03 verließ der Verein den Cathkin Park. Third Lanark übernahm den alten Hampden Park des FC Queen’s Park der in den gleichnamigen Neubau, dem heutigen Hampden Park zog. Third Lanark benannte den alten Hampden Park in New Cathkin Park um. Später war dieser einfach als Cathkin Park bekannt. 
Das Gelände des ursprünglichen Cathkin-Parks von 1872 wird heutzutage als Wohnsiedlung genutzt.